# Далбитти
Далбитти (англ. Dalbeattie, гэльск. 'Dail Bheithe'-'берёзовая долина') — город в области Дамфрис-энд-Галловей (прежде Киркудбрайтшир), Шотландия.

## География
Далбитти расположен в лесистой долине реки Урр на юге Шотландии, недалеко от побережья Солуэй-Ферт. В 8 км к западу находится город Кастл Дуглас, а приблизительно в 20 км на северо-восток Дамфрис — административный центр этой области.

## История
В долине реки Урр обнаружены остатки целого ряда укреплений на холмах. Эти укрепления относятся к бронзовому и железному веку и свидетельствуют о заселённости этих мест в данные периоды. Также существуют свидетельства того, что близ горы Биттл возле Далбитти располагался римский форт. Имеются протоколы суда от 1658 года, говорящие о некоем поселении в районе современного города, оно упоминается и в документах 1747 и 1751 годов.

 Однако начало настоящему городу положили два человека: Джордж Максвелл (George Maxwell) и Александр Коупленд (Alexander Copeland), которые в 1781 году решили разделить принадлежащие им здесь земли на наделы и сдавать их в аренду. Каждый надел состоял из участка земли выходящего на улицу и был достаточно широк для постройки дома, выращивания овощей и содержания скота и птицы. Каждый арендатор имел право нарезать некоторое количество торфа, что было очень важно. В Галлоуэй было мало деревьев, а уголь был дорог.

В 1793 году Далбитти стал городом. Строительство моста через реку Урр в 1797 году и увеличение добычи гранита привлекло в город много рабочих и торговцев.

## Экономика
В городе расположен большой деревообрабатывающий завод и фабрика сувениров. Ранее работал гранитный карьер, камнем из которого отделаны многие известные объекты (например, набережная Темзы в Лондоне). В настоящее время карьер закрыт. После закрытия карьера деловая активность сильно снизилась и на сегодняшний день многие жители работают в соседнем Дамфрис. В Далбитти развита туристическая инфраструктура благодаря его расположению близ побережья Солуэй-Ферт. Город связан с окрестными населёнными пунктами автобусным сообщением. Существовавший ранее железнодорожный путь ликвидирован в 1960-х годах.

## Культура
В Далбитти есть свой небольшой музей. Он посвящён истории города и окрестностей, а также является художественной галереей, где выставляются работы местных художников.

В городе имеется ряд исторических памятников.
- Аббатство Корн-Милл — было построено в конце 1700-х годов.
- Замок Драмланриг, где хранится коллекция произведений искусства — построен еще в 14 веке.

## Известные уроженцы
- Мёрдок, Уилльям Макмастер — первый помощник капитана «Титаника».
- Гриерсон, Мюррей (Murray Grierson) — участник ралли, чемпион Шотландии и Великобритании.
- Маккиннелл, Джимми (Jimmy McKinnell) — профессиональный футболист.
- Максвелл, Джон (John Maxwell) — художник.
- Стрейн, Джон Мензиес (John Menzies Strain) — архиепископ.
- Симпсон, Иан (Ian Simpson) — участник гонок на мотоциклах.
- Стил, Джим (Jim Steel) — футболист.

## Спорт
В городе базируется футбольная команда Долбитти стар (Dalbeattie Star F.C.).